# Yorktown osztály (repülőgép-hordozók)
A Yorktown osztály amerikai repülőgéphordozó-osztály volt a második világháborúban, melynek hajóegységeit a Newport News hajógyár építette az Amerikai Egyesült Államok Haditengerészete (US Navy) számára az 1930-as években. Az osztály tagjai: USS Yorktown, USS Enterprise és USS Hornet. A korábbi amerikai hordozók közül a USS Langley (CV 1), és a USS Ranger (CV 4) kisebbek, a Lexington osztály két egysége, a USS Lexington (CV 2) és a USS Saratoga (CV 3) azonban jóval nagyobb méretűek voltak a Yorktown osztály egységeinél.

## A hajóosztály egységei

### USS Yorktown(CV 5)

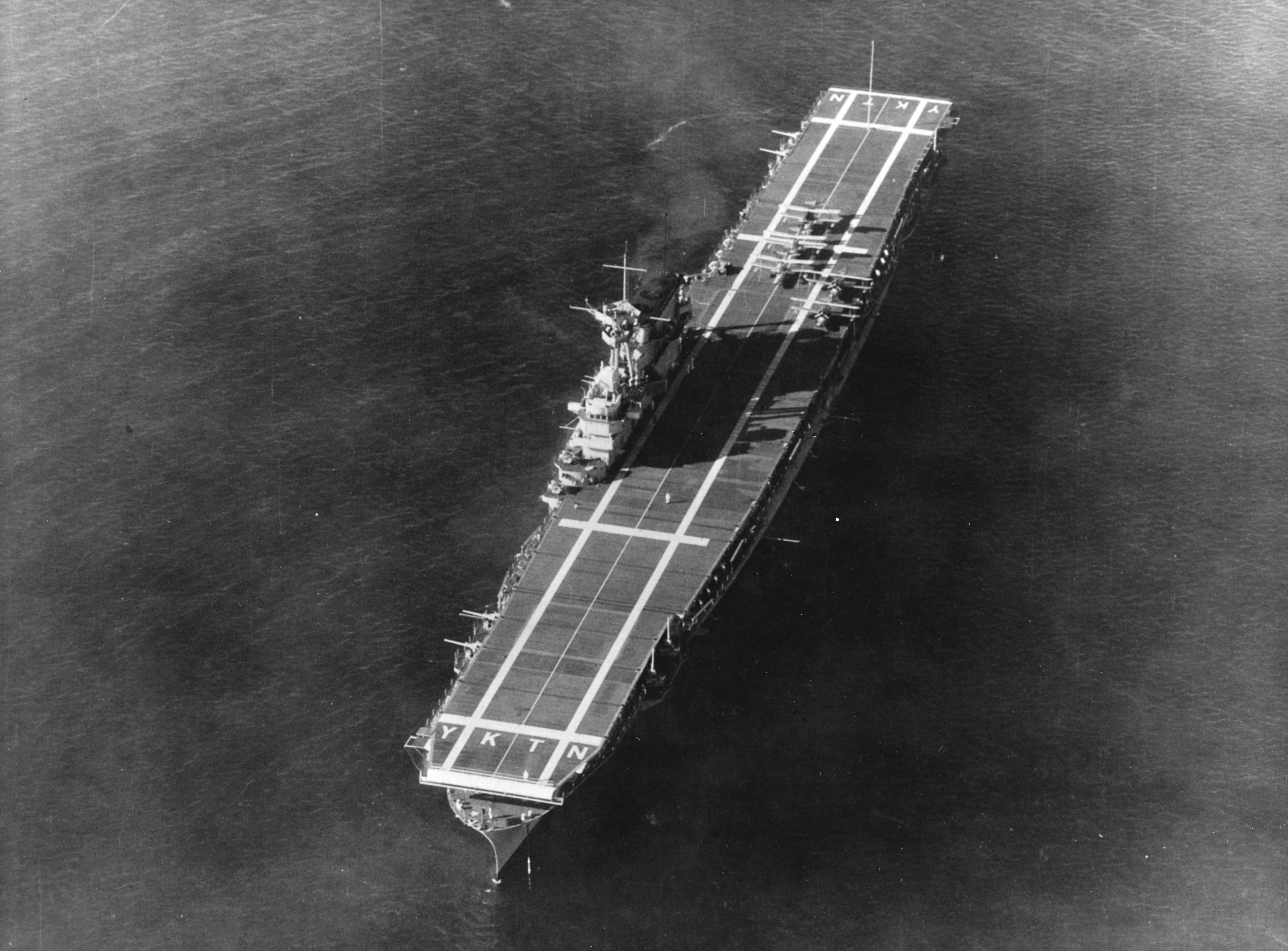
A Yorktown a Karib-tengeren lehorgonyozva (1938 január 17.)

Először a Csendes-óceáni flotta tagja volt, majd 1941 júniusában átkerült az Atlanti-óceánra, ahol konvojokat kísért. 1942 elején újra a Csendes-óceánon volt. 1942 tavaszán több hadműveletben is szerepet játszott. Májusban a korall-tengeri csata során súlyosan megrongálódott. Az amerikai hírszerzésnek- a SIGINTnek - ekkor már tudomása volt a japánok újabb támadási tervéről, ezért létfontosságú volt, hogy újra harcképessé tegyék a hajót. Pearl Harborban Chester Nimitz admirális erőteljes sürgetésére kétnapi rohammunkával ez sikerült is, így részt tudott venni a csendes-óceáni háborúban fordulópontot jelentő midwayi csatában. A flotta összes torpedóvető repülőgépe 6 db kivételével megsemmisült, de zuhanóbombázói érzékeny veszteségeket okoztak az ellenségnek. Nem sokkal ezután torpedó- és bombatalálatokat kapott. Kiürítették a megdőlt hajót, de mivel stabilizálódott az állapota, a mentőosztagok visszatértek, hogy újra csatarendbe állítsák. Ez nem sikerült. Két nap múlva az I-168-as japán tengeralattjáró elsüllyesztette.

### USS Enterprise(CV 6)

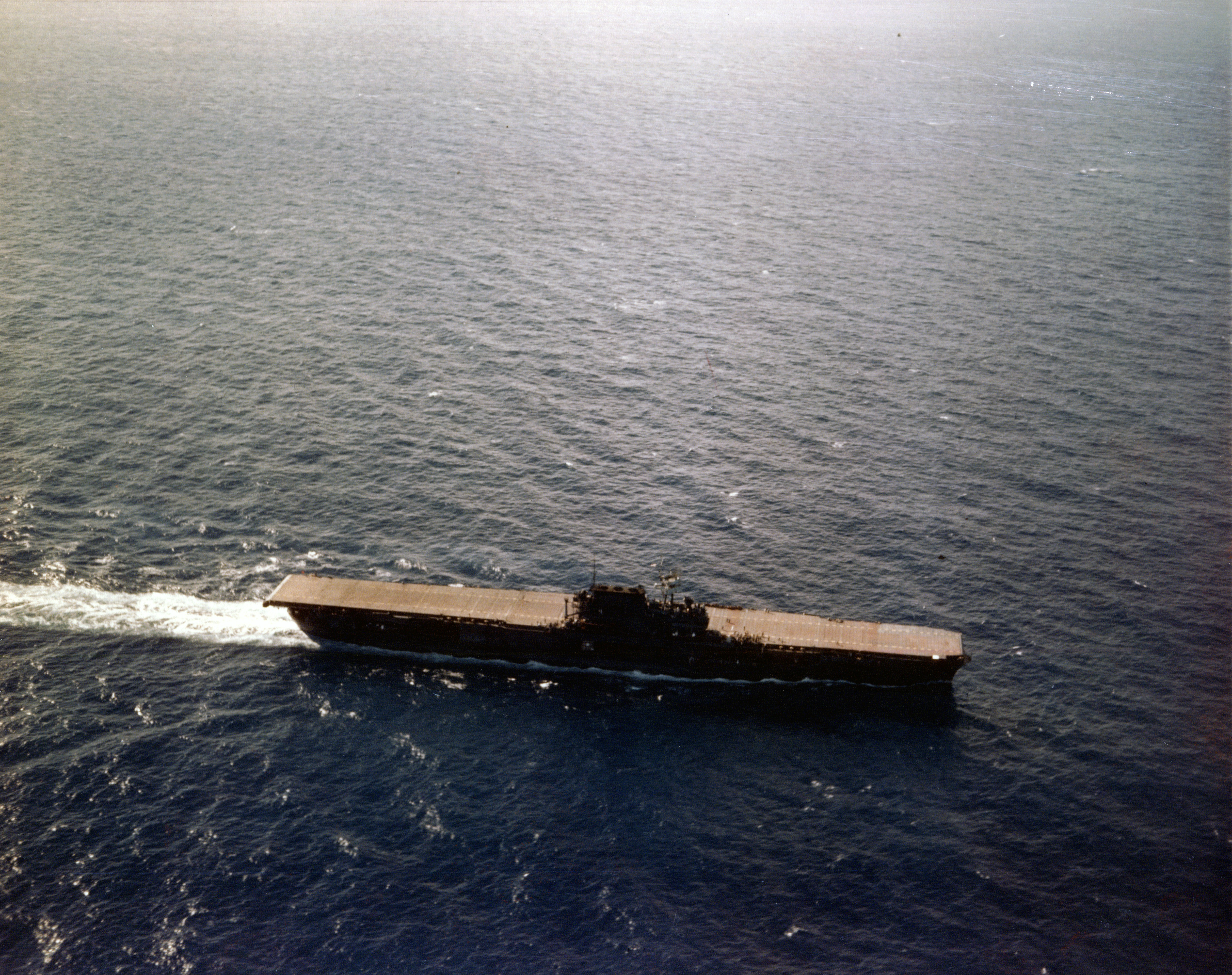
A USS Enterprise a Csendes-óceánon (1941 június)

Hadrendbe állítása után azonnal a Csendes-óceánra került. A 1941. december 7-én repülőgépeket szállított a Wake-sziget-en lévő támaszpontra. Elkísérte testvérhajóját, a Hornet-et a Tokió elleni híres támadás során. A midwayi ütközetben a flotta összes torpedóvető repülőgépe 6 db kivételével megsemmisült, de zuhanóbombázói négy japán repülőgép-hordozón és egy cirkálón is végzetes találatokat értek el. Ezt követően a csendes-óceáni hadszíntér minden jelentősebb ütközetében részt vett. 1942. augusztus 24-én a Kelet-Salamon-szigeteki csatában, valamint október 26-án a Santa Cruz-szigeteki ütközetben bombatalálatokat kapott. 1945 tavaszán részt vett Okinaváért folyó küzdelmekben, ahol két kamikaze támadást is túlélt. Kijavításra visszatért az Egyesült Államokba, s ezt követően már nem vett részt harcokban. 1950-ben tartalékállományba került és 1957-ben lebontották.

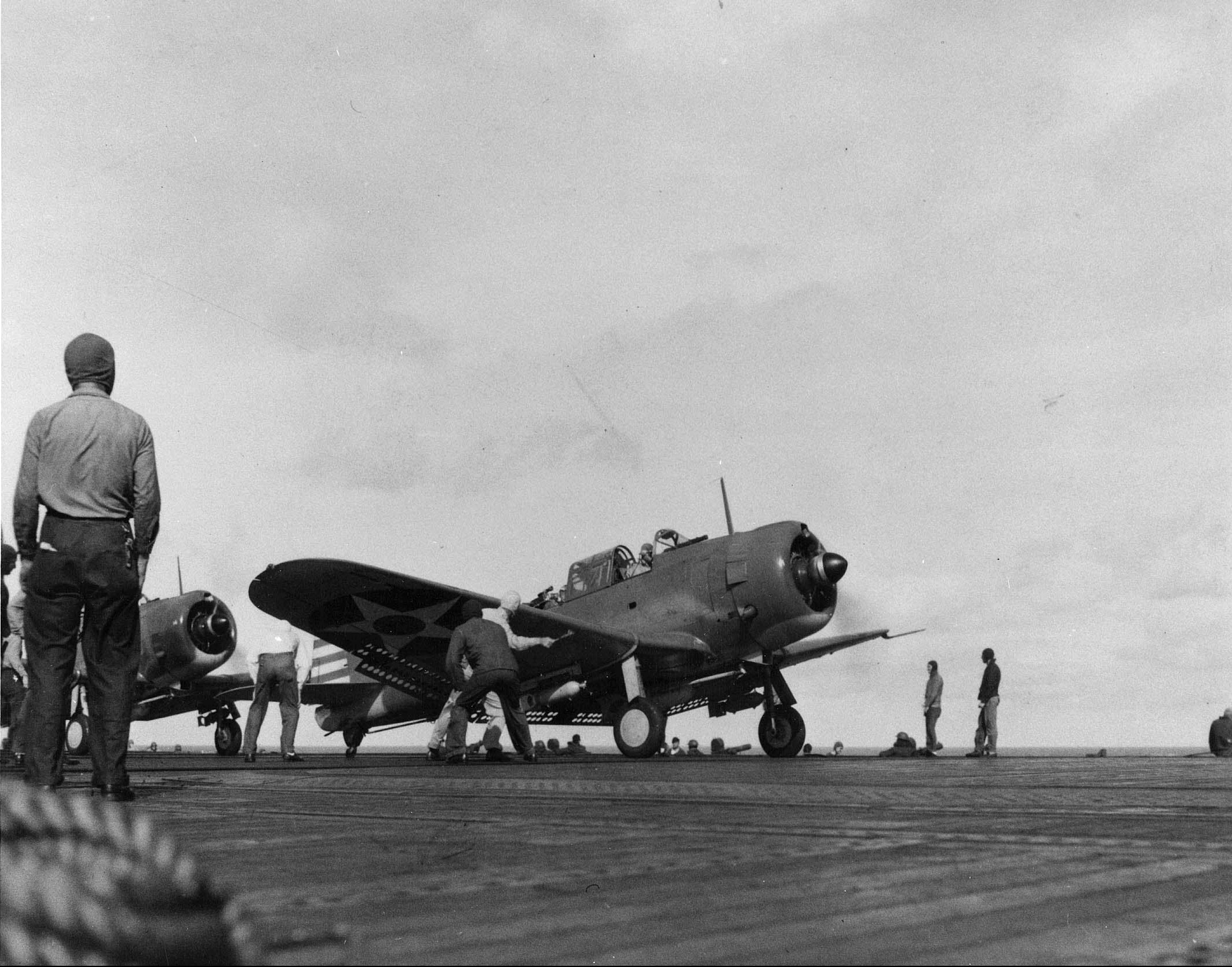
Egy SBD Dauntless zuhanóbombázó felszállásra készül az Enterprise-ről a Marshall szigeteknél 1942-ben

### USS Hornet(CV 8)

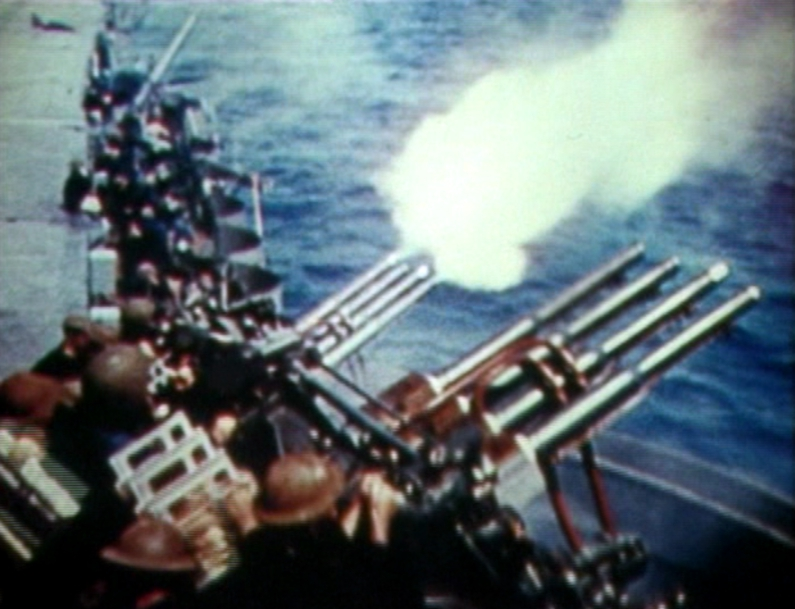
A Hornet 28 mm-es légvédelmi ütegei tüzelés közben 1942 májusában

Nem sokkal az Egyesült Államok hadba lépése előtt készült el. Róla indultak azok a B-25-ösök, melyek Tokiót bombázták. 1942 nyarán részese volt a midway-i csatának. Az ütközetben sok torpedóvető repülőgépe megsemmisült, zuhanóbombázói nagy szerepet játszottak a győzelemben. Ezt követően konvojokat kísért. Október 26-án a Santa Cruz-szigeteki csatában négy bomba- és két torpedótalálatot kapott. Két repülőgép is rázuhant. Egy japán romboló süllyesztette el később. A hajó roncsait a milliárdos Paul Allen alapítványa találta meg ötezer méter mélyen 2019 elején.